# Mastocarpus stellatus
Mastocarpus stellatus, también denominada Clúimhín Cait (jadeo de gato), carragheen, o falso musgo de Irlanda, es una especie de alga roja (Rhodophyta) muy relacionada con el musgo de Irlanda (Chondrus crispus). Se la recolecta en Irlanda y Escocia, junto con Chondrus crispus; al igual que con el musgo de Irlanda, se la seca y vende como ingrediente culinario y como base para preparar una bebida que se dice sirve para combatir los resfríos y gripes. A diferencia de las frondas del Chondrus crispus las frondas del Mastocarpus stellatus están canalizadas, y posee un estipe curvo mientras que el Chondrus posee uno plano. Por lo general se presenta en zonas rocosas en la zona intermareal.
Mastocarpus stellatus puede coexistir con C. crispus en el norte de la costa de New England a pesar de ser un competidor inferior a C. crispus.  Una mejor tolerancia al congelamiento le permite existir mejor que C. crispus en los ambientes del norte donde el congelamiento es una condición significativa. Es raro encontrar ejemplares de  Mastocarpus al sur del Cape Cod en la costa atlántica de Estados Unidos porque es superada por Chondrus.

## Distribución
Por lo general es común en todas las costas de Irlanda y Gran Bretaña excepto tal vez partes del este de Inglaterra como Lincoln, Norfolk y Suffolk.